# Capital Punishment (album)
Pour les articles homonymes, voir Capital Punishment.
Albums de Big Pun
Yeeeah Baby
(2000)
Singles
1. I'm Not a Player
Sortie : 14 octobre 1997
2. Still Not a Player
Sortie : 28 mars 1998
3. You Came Up
Sortie : 22 août 1998

Capital Punishment est le premier album studio de Big Pun, sorti le 28 avril 1998.
L'opus, acclamé par la critique, s'est classé 1er au Top R&B/Hip-Hop Albums et 5e au Billboard 200.
C'est le premier album d'un rappeur latino à avoir été certifié disque de platine par la RIAA.
Il a été nommé aux Grammy Awards 1999 dans la catégorie « Meilleur album de rap ».

## Liste des titres
| No  | Titre                                                                                        | Contient un (des) sample(s) de | Durée |
| --- | -------------------------------------------------------------------------------------------- | --- | ----- |
| 1.  | Intro                                                                                        | | 0:33  |
| 2.  | Beware (Produit par Juju)                                                                    | Theme for the Losers d'Henry Mancini Shook Ones Pt. I de Mobb Deep | 3:15  |
| 3.  | Super Lyrical (featuring Black Thought – Produit par Rockwilder)                             | One More Chance (Remix) de The Notorious B.I.G. featuring Faith Evans It's Logic de Canibus | 3:28  |
| 4.  | Taster's Choice (Skit)                                                                       | | 1:20  |
| 5.  | Still Not a Player (featuring Joe – Produit par Knobody, Dahoud & Nomad)                     | Brazilian Rhyme (Beijo) d'Earth, Wind and Fire A Little Bit of Love de Brenda Russell I Wanna Rock de Luke Don't Wanna Be a Player de Joe                                                        | 3:56  |
| 6.  | Intermission (Produit par Mike Zulu)                                                         | | 0:21  |
| 7.  | The Dream Shatterer (Produit par Domingo)                                                    | Chevauchée des Walkyries de Richard Wagner | 3:33  |
| 8.  | Punish Me (featuring Miss Jones – Produit par Franky « Nitty » Pimental)                     | | 4:15  |
| 9.  | Pakinamac Pt. 1 (Skit)                                                                       | Off the Books des Beatnuts featuring Big Pun et Cuban Link | 1:35  |
| 10. | You Ain't a Killer (Produit par Younglord)                                                   | | 4:14  |
| 11. | Pakinamac Pt. 2 (Skit)                                                                       | | 0:57  |
| 12. | Caribbean Connection (featuring Wyclef Jean – Produit par Younglord)                         | Ready or Not de Johnny Osbourne Moshitup de Just-Ice featuring KRS-One It's All About the Benjamins de Puff Daddy featuring Lil' Kim, The LOX et The Notorious B.I.G.                            | 3:24  |
| 13. | Glamour Life (featuring Cuban Link, Triple Seis, Fat Joe et Armaggedon – Produit par L.E.S.) | The World Is a Ghetto de George Benson | 4:43  |
| 14. | Capital Punishment (featuring Prospect – Produit par The Infinite Arkatechz)                 | | 4:20  |
| 15. | Uncensored (Skit) (featuring Funkmaster Flex)                                                | | 2:12  |
| 16. | I'm Not a Player (Produit par Minnesota)                                                     | Darlin' Darlin' Baby des O'Jays Darlin' Darlin' Baby (Sweet, Tender, Love) de Steve Khan Singers d'Eddie Murphy Put It in Your Mouth d'Akinyele                                                  | 3:41  |
| 17. | Twinz (Deep Cover 98) (featuring Fat Joe – Produit par Dr. Dre)                              | Deep Cover de Dr. Dre et Snoop Dogg | 3:49  |
| 18. | The Rain and the Sun (Interlude) (featuring dead prez – Produit par dead prez)               | | 1:45  |
| 19. | Boomerang (Produit par V.I.C.)                                                               | Le Bracelet d'Alain Goraguer | 3:35  |
| 20. | You Came Up (featuring Noreaga – Produit par Rockwilder)                                     | Dont Ask Me de Ramon Morris Hail Mary de 2Pac featuring Kastro, Prince Ital Joe et Young Noble                                                                                                   | 3:54  |
| 21. | Tres Leches (Triboro Trilogy) (featuring Prodigy et Inspectah Deck – Produit par RZA)        | Las Vegas Tango de Gary Burton I Ain't No Joke d'Eric B. & Rakim Method Man du Wu-Tang Clan The Start of Your Ending (41st Side) de Mobb Deep Twinz (Deep Cover 98) de Big Pun featuring Fat Joe | 4:19  |
| 22. | Charlie Rock Shout (Skit)                                                                    | | 0:22  |
| 23. | Fast Money (Produit par Danny O et EQ)                                                       | | 3:48  |
| 24. | Parental Discretion (featuring Busta Rhymes – Produit par Showbiz)                           | Hydra de Grover Washington, Jr. | 4:33  |